# Municipi d'Alūksne
El municipi d'Alūksne (en letó: Alūksnes novads ) és un dels 110 municipis de Letònia, que es troba localitzat al nord-est del país bàltic, i que té com a capital la localitat d'Alūksne. El municipi va ser creat l'any 2009 després de la reorganització territorial.

## Ciutats i zones rurals
- Alsviķu pagasts (zona rural)
- Alūksne (ciutat)
- Annas pagasts (zona rural)
- Ilzenes pagasts (zona rural)
- Jaunalūksnes pagasts (zona rural)
- Jaunannas pagasts (zona rural)
- Jaunlaicenes pagasts (zona rural)
- Kalncempju pagasts (zona rural)
- Liepnas pagasts (zona rural)
- Malienas pagasts (zona rural)
- Mālupes pagasts (zona rural)
- Mārkalnes pagasts (zona rural)
- Pededzes pagasts (zona rural)
- Veclaicenes pagasts (zona rural)
- Zeltiņu pagasts (zona rural)
- Ziemera pagasts (zona rural)

## Població i territori
La seva població està composta per un total de 19.558 persones (2009). La superfície del municipi té uns 1.699,8 kilòmetres quadrats, i la densitat poblacional és de 11,51 habitants per kilòmetre quadrat.